# Warren Niles
Warren Niles (Cincinnati, 30 dicembre 1989) è un ex cestista e allenatore di pallacanestro statunitense con cittadinanza britannica, professionista in Europa, America e Asia.

## Carriera
Dopo gli anni del college in NCAA con la Oral Roberts University (18,9 punti di media nell'anno da senior, All-Southland Conference 1st Team) e la NBA Summer League con i Golden State Warriors, firma il suo primo contratto professionistico il 13 agosto 2013 in Italia con l'Andrea Costa Imola, ma nonostante i suoi 16,2 punti di media la squadra finisce all'ultimo posto. L'anno successivo, il 3 ottobre 2014, è in Giappone con gli Yokohama B-Corsairs (19,6 punti), mentre il 3 novembre 2015 viene inserito nel roster degli Oklahoma City Blue in D-League, da cui viene però tagliato 10 giorni dopo. Torna all'attività nel marzo del 2016, giocando 6 partite nella CiBaCoPa messicana con i Caballeros de Culiacán. Per la stagione successiva torna in Europa per vestire la maglia nel SAM Massagno in Svizzera (19,6 punti). Nei due anni successivi gioca in Francia, prima nel Stade Olympique Maritime Boulonnais (NM1) e poi nel Poitiers Basket 86 (Pro B).